# 楚茨尼夫
50°45′34″N 24°2′46″E / 50.75944°N 24.04611°E
楚茨尼夫（烏克蘭語：Цуцнів），是烏克蘭的村落，位於該國西部沃倫州，由沃洛德米爾區負責管轄，始建於1958年，面積6.9平方公里，海拔高度205米，2001年人口238，人口密度每平方公里34.49人。